# Segells i història postal de Veneçuela

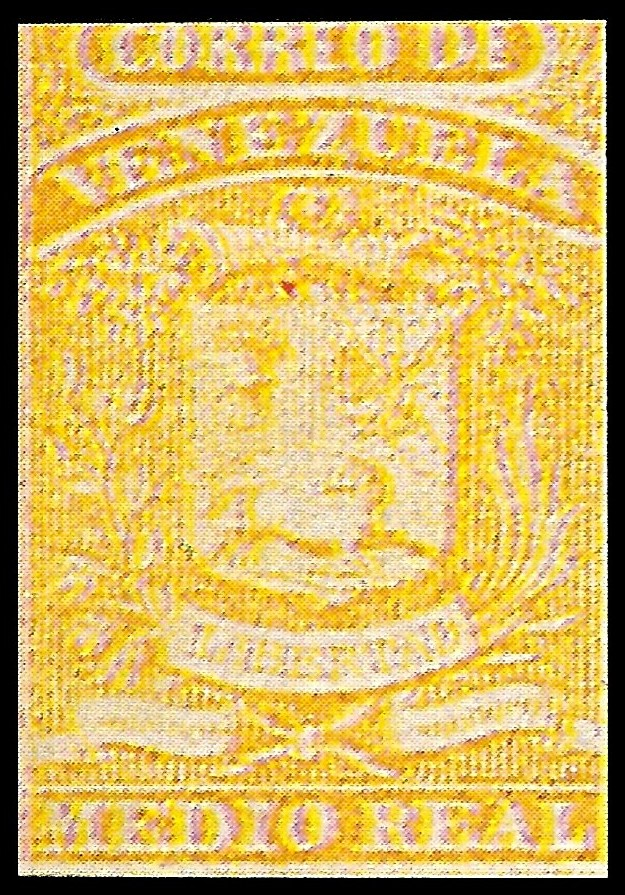
Primer segell postal veneçolà emès l'1 de gener de 1859 de valor facial de mig ral.

L'emissió de Segells i història postal de Veneçuela es va iniciar en el segle xix l'1 de gener de 1859, amb la posada en circulació de la primera sèrie de timbres postals de Veneçuela coneguda com a «Escut de Veneçuela» la qual va ser impresa en els Estats Units.
A la història postal veneçolana s'han emès aproximadament uns 4 040 segells des de 1859 fins al present, per als efectes pràctics la història postal veneçolana es troba dividida en dos períodes denominats primer centenari i segon centenari. S'han emès 81 fulls de record, 3 d'elles durant el primer centenari i 78 en el segon centenari. Entre els temes més representatius de les emissions filatèliques veneçolanes destaquen les que corresponen a imatges de personatges bé siguin nacionals o internacionals i on destaquen les imatges del bust de Simón Bolívar així com de la seva vida en general, d'altres personatges amb rellevància en les emissions veneçolanes són el General Francisco de Miranda i el Mariscal Antonio José de Sucre. Entre d'altres temes comuns en la filatèlia del país, es poden trobar la cartografia nacional, segells de Nadal, i temes de conservació ambiental, de fauna i flora.

## Ressenya històrica

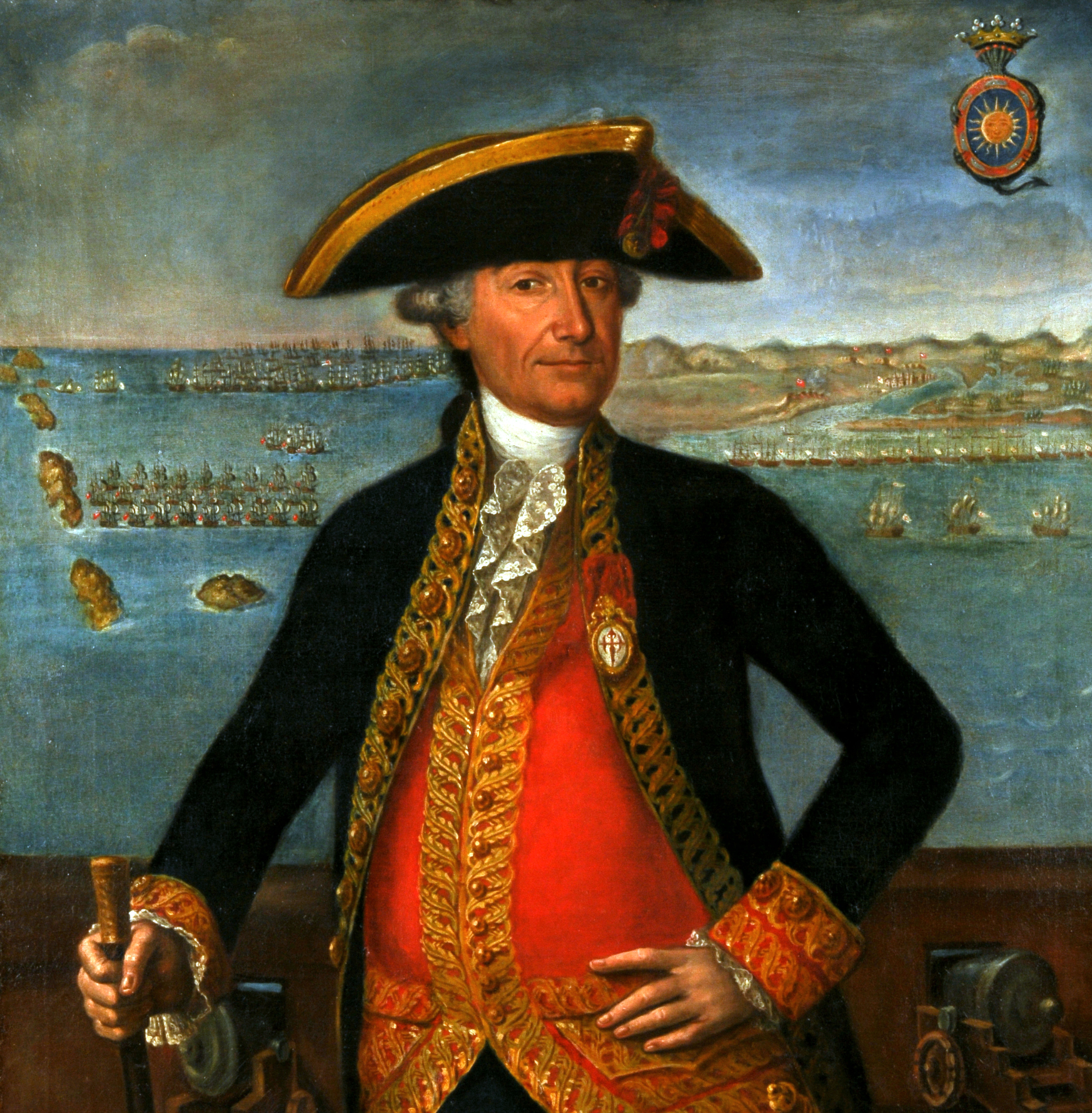
José de Solano i Bote governador de la província de Veneçuela que va organitzar per primera vegada l'any 1765 el correu de la província.

Fins al moment en què Cristóbal Colón va arribar a Veneçuela i en els inicis del procés colonial no es tenen notícies que els aborígens indígenes que habitaven el territori tinguessin com a tal un sistema de correu. Així que en els primers anys el correu es realitzava mitjançant encàrrec als capitans de vaixells o de viatgers als quals se'ls retribuïa mitjançant pagament, per al transport de la correspondència i així es va realitzar durant els segles xvi i xvii i fins aproximadament el 1751 quan les principals ciutats de la regió occidental associades al Virregnat de Nova Granada van presentar un sistema de repartiment de correspondència.
El primer intent d'organització d'un sistema colonial de correus per a la regió central i oriental del territori veneçolà es va produir cap a 1765 el qual va ser organitzat pel governador José Solano y Bote Marquès del Socorro qui, actuant per mandat de rei Carles III d'Espanya va procedir a l'organització del mencionat sistema de correus. Posteriorment el 1795 sota l'administració del capità general Pedro Carbonell es van dictar les normes i regles concretes que van permetre un millor funcionament; durant aquest període conegut com a prefilatèlic que es va estendre fins l'aparició dels primers segells la correspondència va estar marcada pels encarregats del sistema postal amb una sèrie de marques conegudes com a marca prefilatèliques.
El primer segell postal veneçolà de l'1 de gener de 1859 va aparèixer, gràcies a l'esforç de més de vuit anys de suggeriments de José Ignacio Paz Castillo, al govern nacional de la necessitat de la creació d'un sistema de segells i de reorganització de la llei de correus vigent fins al moment, tan bon punt s'organitzés la primera emissió.

### IPOSTEL

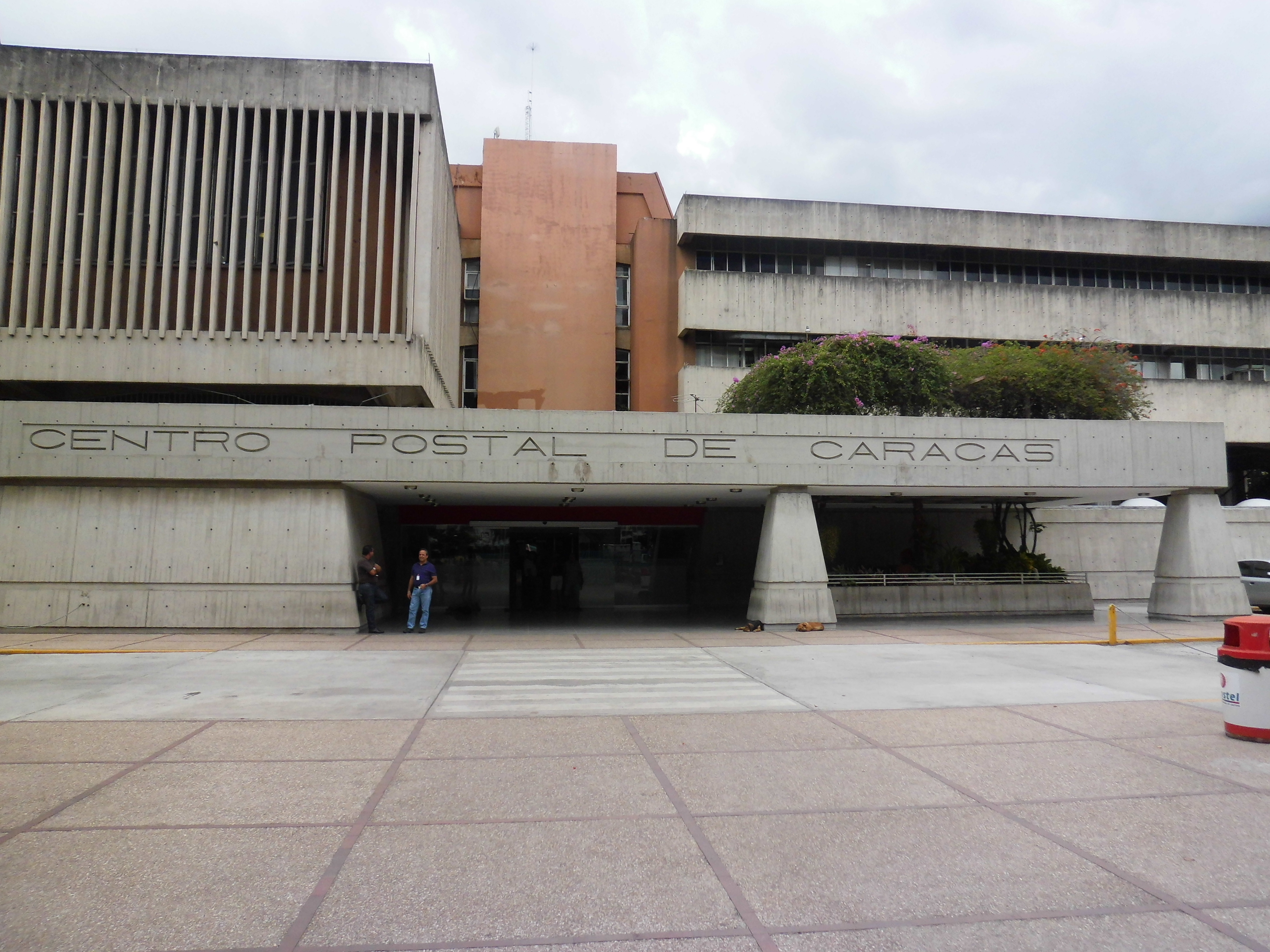
Centre Postal de Caracas seu principal de IPOSTEL.

La història del correu republicà de Veneçuela es pot dividir en dos períodes el primer d'ells es va iniciar en 1830 en establir-se Veneçuela com a república independent de la Gran Colòmbia i es va crear la Direcció Nacional de Correus adscrita originàriament al ministeri d'Hisenda i posteriorment al Ministeri de Comunicacions, la mencionada direcció es va encarregar del servei de correu fins a l'any 1978 quan es va fundar l'Institut Postal Telegràfic de Veneçuela (IPOSTEL) el qual va assumir la responsabilitat de l'antiga Direcció Nacional de Correus.

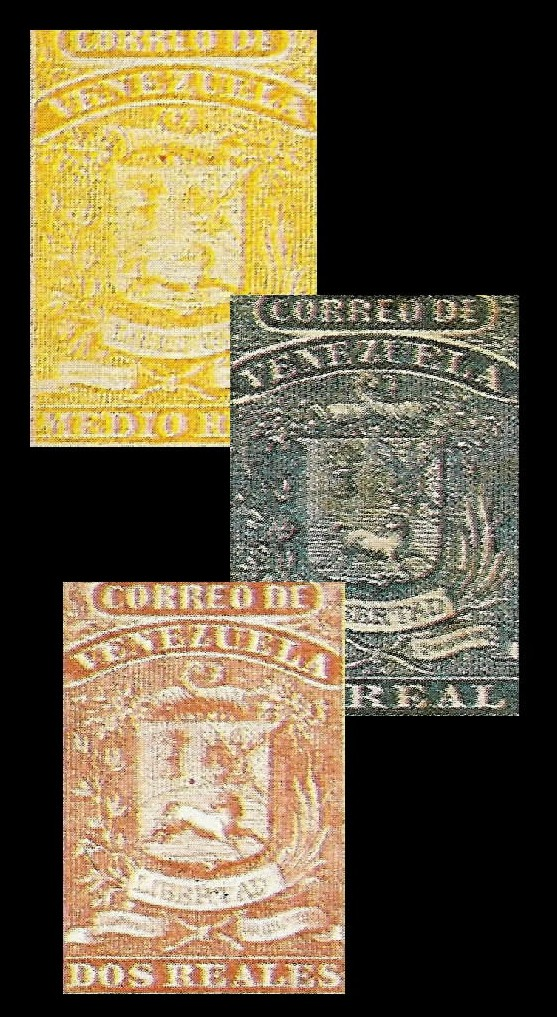
Primera serie de segells postals de Veneçuela: «Escut de Veneçuela»

IPOSTEL és un institut autònom de l'estat veneçolà que s'encarrega els pagaments postals i telegràfics, les atribucions dels quals estan definides per la Llei de l'Institut Postal Telegràfic (IPOSTEL) i ell mateix està adscrit al Ministeri del Poder Popular per a les Telecomunicacions i la Informàtica.

## «Escut de Veneçuela»
Amb el nom «Escut de Veneçuela» es va conèixer la primera sèrie de timbres postals de Veneçuela, emesa l'1 de gener de 1859, el procés de creació del mencionat segell és deguda a José Ignacio Paz Castillo, qui ocupava el càrrec d'administrador general del correu de Veneçuela, també van contribuir en aquest primer segell Jacinto Gutiérrez i Miguel Herrera, secretari d'Hisenda el 1859.
Pel que fa a les característica físiques d'aquesta primera sèrie de segells veneçolans se sap que va ser impresa en els Estats Units, que en el seu disseny principal estava l'escut nacional en el centre del segell, aquesta sèrie no constava de línies divisòries entre els segells i va ser una impressió clara que es presentava en un format de 100 segells per full, aquesta primera sèrie constava de tres segells de colors: groc: amb valor facial d'1/2 ral, blau: amb valor facial d'1 ral, i vermell: amb valor facial de 2 rals. És aquest segell es van realitzar dues reimpressions en els anys 1859 i 1861, ambdues impreses a Caracas.

## Primeres sèrie amb marca secreta

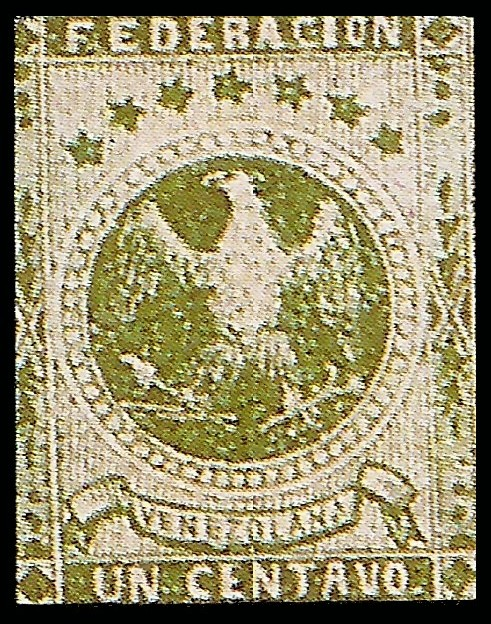
Àguila de la Federació de 1879. Valor facial 1 centau de peso.

Els primers segells veneçolanes amb una marca secreta van ser els denominats «Àguiles de la Federació», va ser una sèrie emesa amb el propòsit de celebrar el control del govern per part del federalista després de la Guerra Federal.
La data del primer dia de circulació d'aquesta sèrie no es pot assenyalar amb certesa però a causa d'estudis de cartes circulades en les ciutats de Caracas i La Guaira es creu que podria ser l'1 de novembre de 1863, el que es coneix és que el 28 d'agost fou la data en què la Secretaria d'Hisenda va ordenar a la Direcció de Correus perquè s'encarregués del disseny i tiratge d'un milió segells, el qual va ser realitzat per la Impremta Francisco Hernández de la ciutat de Caracas.
Aquesta sèrie de 5 segells presentaven una sèrie de marca de seguretat. La mencionada marca es localitzava en unes de les perles de l'anell que envolten a l'àguila del disseny central. És important fer notar que el nombre de perles dels mencionats anells varien en els de diferent valor nominal, així com la posició de la marca.
La marca secreta consisteix en una ratlla que divideix una de les perles vertical i la mencionada ratlla es localitza en la porció central esquerra de la perla.

## Efígie de Simón Bolívar 1880

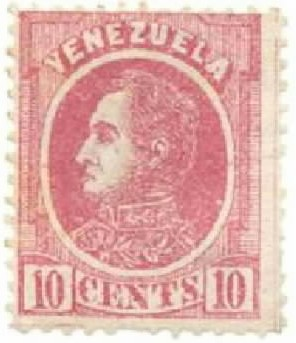
Efígie de Simón Bolívar de 1880, de valor facial 10 cèntims de bolívar.

Simón Bolívar és un personatge principal en la filatèlia veneçolana la seva efígie apareix per primera vegada en la sèrie de l'any de 1880, es va caracteritzar en aquest moment per presentar dues novetats de disseny la primera d'elles ser els primers timbres postals veneçolans que presentaven un disseny diferent al de l'escut de la república, representant en aquest cas el retrat de Simón Bolívar, la segona novetat va ser la de ser els primers segells veneçolans perforats.
Aquesta sèrie de Simón Bolívar va anar impresa per Félix Rasco a Caracas sobre paper fi i paper gruixut i presentant una perforació d'11 i es creu que van entrar en circulació en el mes de gener 1880. La sèrie va constar de cinc segells, el primer amb un valor facial de 5 cèntims de bolívar de color blau, el segon amb valor facial 10 cèntims de bolívar de color carmí, el tercer amb valor facial de 25 cèntims de bolívar de color groc, el quart de valor facial de 50 cèntims de bolívar i color castany, i el cinquè de valor facial d'1 bolívar i de color verd.

## «Escuelas»

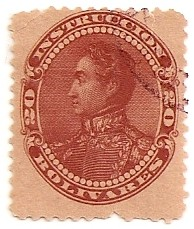
Segell fisco - postal («Escuela») del año 1893 de valor facial 20 Bs.

Amb el nom «Escuelas» es coneix un grup de segells veneçolans de tipus fisco - postal. Inicialment es van dissenyar amb el propòsit d'efectuar pagaments d'impostos de serveis d'instrucció pública derivats del decret president Antonio Guzmán Blanco sobre l'educació primària obligatòria i gratuïta, i al poc de temps de l'emissió per manca en els inventaris de timbres postals van ser habilitades per al seu ús en el servei postal. Las «escuelas» es van emetre per un llarg període de la història filatèlica veneçolana, les primeres es van emetre el 1871 i l'última sèrie l'any 1911 només en aquesta última el motiu principal del disseny no va ser la imatge del Simón Bolívar.
Dels segells «escuelas» es reconeixen nou sèries, les quals presenten múltiples reimpressions, així com ressegellaments i sobrecàrregues, a grans trets es caracteritza per presentar l'efígie de Simón Bolívar i en la part superior de l'efígie formant un arc les paraules «escuelas» o «instrucción». A la filatèlia veneçolana «escuelas» ha estat els segells més estudiats i apreciats pels filatelistes a causa de la seva diversitat, també ha estat la que més gran nombre de falsificacions posseeix, algunes molt dolentes i algunes excel·lentment bones.

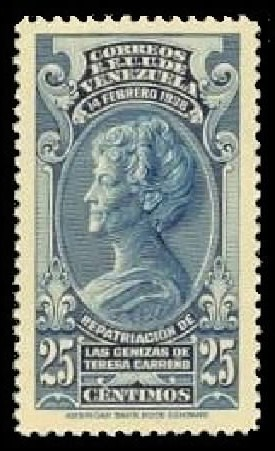
Segell «Repatriación de las cenizas de Teresa Carreño», 1938

## Primera dona en un segell veneçolà
La reconeguda pianista veneçolana de talla internacional Teresa Carreño, va morir a Nova York el 12 de juny de 1917 era el seu desig ser incinerada i que les seves cendres fossin portades a Veneçuela, aquesta última condició no va ser possible realitzar-la fins 1938, quan les seves cendres van arribar al port de La Guaira en el Vapor Santa Paula. Per a aquest esdeveniment el Correu de Veneçuela va decidir emetre un segell en honor de Teresa Carreño, passant així a ser la primera personalitat de sexe femení que apareixia la seva imatge en un segell veneçolà.
Aquest segell en honor de Teresa Carreño va circular per primera vegada el 12 de juny de 1938 estant imprès per la casa American Bank Note Company de Nova York, va presentar l'efígie de Teresa Carreño amb un valor facial de 25 cèntims de bolívar, en color blau i perforació 12.
Aquesta destacada pianista veneçolana ha estat honrada en dues oportunitats amb la seva efígie en segells veneçolans, la segona ocasió va ser el 1998 en la sèrie «Amèrica» de la Unió Postal d'Amèrica, Espanya i Portugal (UPAEP).

## Fulls de record
A la història postal veneçolana s'han emès més 80 fulls de record, la primera d'ella emesa el 1944 amb motiu de celebrar-se el 80 Aniversari de la Creu Roja Internacional i del 37 de l'adhesió de Veneçuela a l'organització.
Els temes exposats són diversos, tanmateix destaquen uns certs temes o sèries coms són: sèrie Bicentenario Nacimiento del Libertador Simón Bolívar, sèrie Orquídeas de Venezuela, sèrie Nuestros aborígenes. Dites 50 fulls de record han estat impresos per Litografía El Comercio de Caracas; American Bank Note Company de Nova York; Bundesdruckeri de Berlín; Brüder Rosenbraum de Viena; Soumen Pankin Setelipaino de Helsinki; Gráficas Armitano de Caracas; Impresa por la Dirección de Artes Gráficas del Ministerio de la Defensa de Caracas y Versilia Impresores, S.A. de Caracas.

## Emissions conjuntes
Veneçuela ha realitzat emissions conjuntes de segells amb la República Islàmica de l'Iran, amb la República Francesa i amb la República de l'Equador.
La primera d'aquestes edicions es va produir amb la República Islàmica de l'Iran l'any 2004, la mencionada sèrie consta de dos segells, en un d'ells s'observa una imatge policromada del Pic Bolívar de Veneçuela i en el segon la Muntanya Damavand de l'Iran, l'emissió dels mencionats segells es va realitzar el 15 de novembre de 2004, encara que a Veneçuela no van circular fins al 20 de setembre de 2006, perquè van haver de ser ressegellats per corregir una errada de disseny al segell que correspon a la Muntanya Damavand.
Els mencionats segells van presentar un valor facial de 1700 bolívars, van ser impresos sota processament òfset en paper estucat amb resina antihigroscòpica, presentant una perforació filatèlica 12.
La segona d'aquestes edicions es produeix en conjunt amb la República Francesa, aquesta emissió consta d'un sol segell monocromat en varietats de tons ocres, en què s'observen dos busts del pròcer veneçolà Francisco de Miranda així com una al·legoria del mapa de Veneçuela i del arc del triomf de París. Aquesta emissió es va realitzar 16 d'octubre de 2009 presentant un valor facial de 1,50 bolívars, en un full de vuit segells, sobre paper estucat, engomat, presentant perforació filatèlica 12 i un procés d'impressió òfset realitzat en els tallers de Versilia Impresores, C.A. Caracas.
La tercera d'aquesta emissions conjuntes es realitza amb la participació de la República de l'Equador i va ser titulada «Manuela La Libertadora», la mencionada emissió consta també d'un sol segell policromat, en el qual s'aprecia un retrat de Manuela Sáenz realitzat per l'artista plàstica Salomé Lalama. L'emissió del mencionat segell va ser el 24 de maig de 2010, va ser realitzada sobre un full amb 10 segells en paper estucat, i engomat, presentant perforació filatèlica 12, i un procés d'impressió òfset realitzat en els tallers de Versilia Impresores, C.A. Caracas.